# Veghel
Veghel és una població i antic municipi de la província del Brabant del Nord, al sud dels Països Baixos. L'1 de gener del 2009 tenia 30.776 habitants repartits sobre una superfície de 78,92 km² (dels quals 0,76 km² corresponen a aigua). Limitava al nord-oest amb Bernheze, al nord-est amb Uden, a l'oest amb Schijndel, a l'est amb Boekel, al sud-oest amb Sint-Oedenrode, al sud amb Laarbeek i al sud-est amb Gemert-Bakel.
L'1 de gener de gener de 2017 es va unir a Sint-Oedenrode i Schijndel per crear el nou municipi de Meierijstad.

## Persones il·lustres
- Harold van der Heijden (n. 1960), compositor d'escacs.